# Lake Louise (Alaska)
Lake Louise és una concentració de població designada pel cens dels Estats Units a l'estat d'Alaska. Segons el cens del 2000 tenia 88 habitants.

## Demografia
Segons el cens del 2000, Lake Louise tenia 88 habitants, 41 habitatges, i 25 famílies La densitat de població era de 0,7 habitants/km².
Dels 41 habitatges en un 17,1% hi vivien nens de menys de 18 anys, en un 58,5% hi vivien parelles casades, en un 2,4% dones solteres, i en un 39% no eren unitats familiars. En el 24,4% dels habitatges hi vivien persones soles el 2,4% de les quals corresponia a persones de 65 anys o més que vivien soles. El nombre mitjà de persones vivint en cada habitatge era de 2,15 i el nombre mitjà de persones que vivien en cada família era de 2,64.
Per edats la població es repartia de la següent manera: un 17% tenia menys de 18 anys, un 1,1% entre 18 i 24, un 27,3% entre 25 i 44, un 46,6% de 45 a 60 i un 8% 65 anys o més.
L'edat mediana era de 47 anys. Per cada 100 dones hi havia 114,6 homes. Per cada 100 dones de 18 o més anys hi havia 135,5 homes.
La renda mediana per habitatge era de 5.000 $ i la renda mediana per família de 43.750 $. Els homes tenien una renda mediana de 3.750 $ mentre que les dones 0 $. La renda per capita de la població era d'11.057 $. Cap de les famílies i el 56,7% de la població estaven per davall del llindar de pobresa.

## Poblacions més properes
El següent diagrama mostra les poblacions més properes.